# Kazuichi Hanawa
Œuvres principales
Première œuvre : Kan no mushi
Autres ouvrages :
- Niku Yashiki
- Kikan
- Tatakau onna
- Akai yoru
- Nue : Shinkonjaku monogatari
- Contes fantastiques
- Tensui, l'eau céleste
- Contes du Japon d'autrefois
- Dans la prison
- Avant la prison
- La Fille fantôme
- Japon, le Japon vu par 17 auteurs

Kazuichi Hanawa (花輪和一, Hanawa Kazuichi), né le 17 avril 1947 à Yorii dans la préfecture de Saitama au Japon, est un mangaka.

## Biographie
Kazuichi Hanawa commence sa carrière de mangaka en 1971 avec le manga Kan no mushi prépublié dans le magazine Garo. Il publie à l'époque des œuvres eroguro influencée par Yoshiharu Tsuge comme Kikan, Tatakau onna ou Niku yashiki.
À partir des années 1980, le style de Kazuichi Hanawa évolue. Il s'intéresse alors au moyen âge japonais avec des histoires se référant au bouddhisme, aux légendes sur les créatures imaginaires comme dans Contes fantastiques, Tensui, l'eau céleste ou Nue : Shinkonjaku monogatari.
En 1994, il est arrêté pour détention illégale d'armes à feu et condamné à 3 ans de prison.
À partir de 1998 le magazine AX publie Dans la prison, manga autobiographique où l'auteur raconte sa période d'incarcération. Le manga est nommé en 2001 au Prix culturel Osamu Tezuka et fait partie de la sélection officielle au 34e festival de la bande dessinée d'Angoulême en 2007. En 2002, Yoichi Sai réalise Keimusho no naka, adaptation de Dans la prison.
Le film remporte 5 prix : meilleur réalisateur pour Yoichi Sai au Blue Ribbon Awards en 2003, meilleur film au Hochi Film Awards en 2003, meilleur acteur dans un second rôle pour Teruyuki Kagawa au Kinema Junpo Awards en 2003, meilleure direction artistique pour Toshihiro Isomi et au meilleur réalisateur pour Yoichi Sai au Prix du film Mainichi en 2004. Le film est présenté en France le 14 mars 2003 au Festival du film asiatique de Deauville et le 13 mai 2004 au Marché du film de Cannes. Il publie ensuite Avant la prison, manga dans lequel il raconte comment il s'est retrouvé en prison.